# Afantasia

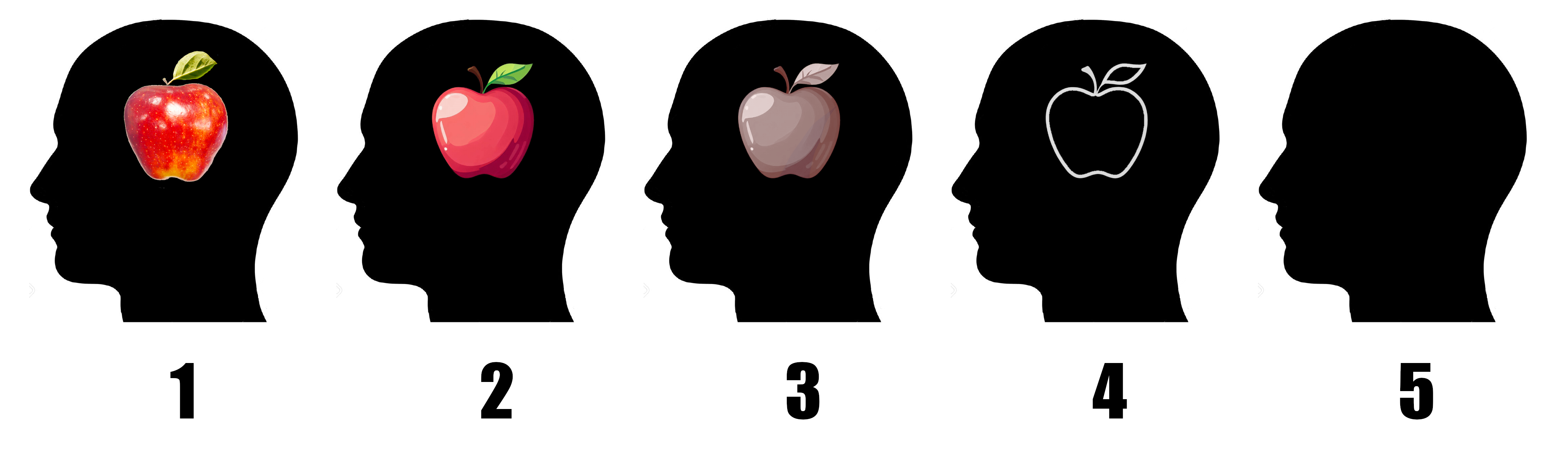
Representació de com persones amb diferents capacitats de visualització poden imaginar-se una poma. La primera imatge és realista i fotogràfica, els nivells del 2 al 4 mostren imatges cada vegada més simples i difoses fins a arribar al cinquè nivell (representatiu de l'afantasia completa) no mostra cap mena d'imatge.

Afantasia és el nom proposat per a una condició en la qual una persona no pot crear imatges a la seva ment, és a dir, no té la capacitat de visualitzar imatges amb només la ment, tot i que les poden percebre pels sentits. El fenomen va ser descrit per primer cop per Francis Galton l'any 1880, però ha sigut una condició poc estudiada fins als darrers anys. L'interès per aquest fenomen va créixer a raó de la publicació d'un estudi realitzat per l'equip del professor Adam Zeman de la Universitat de Exeter, en el que creà el mot afantasia. La investigació del tema no és abundant, tot i que estan planificats més estudis.
Es podria comparar aquesta condició a com els cecs imaginen els objectes, tot i que no tenen imatges, poden concebre els objectes perfectament.

## A la cultura popular
L'abril de l'any 2016 es publicà un assaig escrit per Blake Ross, cofundador del navegador web Mozilla Firefox, descobrint que ell mateix patia la condició i que no tothom ho feia. Aquest estudi gaudí de gran difusió als mitjans de comunicacions i a les xarxes socials.

## Conceptes relacionats
L'afatansia és semblant a les dificultats per a diferenciar els colors o reconèixer cares, en el sentit que les persones afectades per aquests fenòmens no tenen la capacitat de fer certes activitats que la majoria sí que poden. Tot i que no pateixen una discapacitat com a tal, no poden visualitzar coses a la seva ment. Poden distingir i concebre-ho tot, però per visualitzar-los requereix estar al davant d'aquests.